# Los Catorce Infalibles
Los Catorce Infalibles son las catorce figuras religiosas duodecimanas de entre los siglos VI y IX las cuales los imamíes creen que son infalibles pues "divinamente se les otorgó la libertad de error y de pecado". Esta cualidad de infalibilidad se conoce como Ismah. Los Catorce Infalibles son Mahoma, su hija Fátima az-Zahra y los Doce Imanes. Los chiíes creen que los Catorce Infalibles son superiores al resto de la creación, así como a los otros grandes profetas.

## Árbol genealógico
|  |  |  |  | Mahoma  |         |         |         |         |         |  |  |                   |        |        |        |        |        |  |  |  |  |  |  |  |  |  |  |  |  |  |  |
|  |  |  |  |         |         |         |         |         |         |  |  |                   |        |        |        |        |        |  |  |  |  |  |  |  |  |  |  |  |  |  |  |
|  |  |  |  | Fātimah | Fātimah | Fātimah | Fātimah | Fātimah | Fātimah |  |  | Alī               | Alī    | Alī    | Alī    | Alī    | Alī    |  |  |  |  |  |  |  |  |  |  |  |  |  |  |
|  |  |  |  | Fātimah | Fātimah | Fātimah | Fātimah | Fātimah | Fātimah |  |  | Alī               | Alī    | Alī    | Alī    | Alī    | Alī    |  |  |  |  |  |  |  |  |  |  |  |  |  |  |
|  |  |  |  |         |         |         |         |         |         |  |  |                   |        |        |        |        |        |  |  |  |  |  |  |  |  |  |  |  |  |  |  |
|  |  |  |  |         |         |         |         |         |         |  |  |                   |        |        |        |        |        |  |  |  |  |  |  |  |  |  |  |  |  |  |  |
|  |  |  |  | Hasan   | Hasan   | Hasan   | Hasan   | Hasan   | Hasan   |  |  | Husayn            | Husayn | Husayn | Husayn | Husayn | Husayn |  |  |  |  |  |  |  |  |  |  |  |  |  |  |
|  |  |  |  | Hasan   | Hasan   | Hasan   | Hasan   | Hasan   | Hasan   |  |  | Husayn            | Husayn | Husayn | Husayn | Husayn | Husayn |  |  |  |  |  |  |  |  |  |  |  |  |  |  |
|  |  |  |  |         |         |         |         |         |         |  |  | Ali Ibn Hussein   |        |        |        |        |        |  |  |  |  |  |  |  |  |  |  |  |  |  |  |
|  |  |  |  |         |         |         |         |         |         |  |  |                   |        |        |        |        |        |  |  |  |  |  |  |  |  |  |  |  |  |  |  |
|  |  |  |  |         |         |         |         |         |         |  |  | Muhammad al-Bāqir |        |        |        |        |        |  |  |  |  |  |  |  |  |  |  |  |  |  |  |
|  |  |  |  |         |         |         |         |         |         |  |  |                   |        |        |        |        |        |  |  |  |  |  |  |  |  |  |  |  |  |  |  |
|  |  |  |  |         |         |         |         |         |         |  |  | Ya`far as-Sadiq   |        |        |        |        |        |  |  |  |  |  |  |  |  |  |  |  |  |  |  |
|  |  |  |  |         |         |         |         |         |         |  |  |                   |        |        |        |        |        |  |  |  |  |  |  |  |  |  |  |  |  |  |  |
|  |  |  |  |         |         |         |         |         |         |  |  | Musa ibn Ya'far   |        |        |        |        |        |  |  |  |  |  |  |  |  |  |  |  |  |  |  |
|  |  |  |  |         |         |         |         |         |         |  |  |                   |        |        |        |        |        |  |  |  |  |  |  |  |  |  |  |  |  |  |  |
|  |  |  |  |         |         |         |         |         |         |  |  | ‘Alī ar-Ridhā     |        |        |        |        |        |  |  |  |  |  |  |  |  |  |  |  |  |  |  |
|  |  |  |  |         |         |         |         |         |         |  |  |                   |        |        |        |        |        |  |  |  |  |  |  |  |  |  |  |  |  |  |  |
|  |  |  |  |         |         |         |         |         |         |  |  | Muhammad al-Jawad |        |        |        |        |        |  |  |  |  |  |  |  |  |  |  |  |  |  |  |
|  |  |  |  |         |         |         |         |         |         |  |  |                   |        |        |        |        |        |  |  |  |  |  |  |  |  |  |  |  |  |  |  |
|  |  |  |  |         |         |         |         |         |         |  |  | ‘Alī al-Hadi      |        |        |        |        |        |  |  |  |  |  |  |  |  |  |  |  |  |  |  |
|  |  |  |  |         |         |         |         |         |         |  |  |                   |        |        |        |        |        |  |  |  |  |  |  |  |  |  |  |  |  |  |  |
|  |  |  |  |         |         |         |         |         |         |  |  | Hasan al-‘Askarī  |        |        |        |        |        |  |  |  |  |  |  |  |  |  |  |  |  |  |  |
|  |  |  |  |         |         |         |         |         |         |  |  |                   |        |        |        |        |        |  |  |  |  |  |  |  |  |  |  |  |  |  |  |
|  |  |  |  |         |         |         |         |         |         |  |  | Muhammad al-Mahdī |        |        |        |        |        |  |  |  |  |  |  |  |  |  |  |  |  |  |  |

## Lista de los Infalibles
| N.º | Moderno (caligrafía) Imagina | Nombre (Completo) Apodo/a                   | Título                                                                 | Fecha de nacimiento y muerte Lugar de nacimiento    | Importancia | Causa y lugar de la muerte Lugar de entierro |
| --- | ---------------------------- | ------------------------------------------- | ---------------------------------------------------------------------- | --------------------------------------------------- | --- | --- |
| 1   |                              | Mahoma (Muhammad ibn Abdullah) Abu al-Qasim | Rasul Allah Khatam al-Anbia, Habib                                     | 570-632 Meca, Hiyaz, Península arábiga              | Es considerado por los musulmanes como el último profeta enviado por Dios a la humanidad. Según los musulmanes, Dios le reveló el Corán, que es la palabra de Dios y el milagro más grande. | Cayó enfermo y murió en Medina Enterrado en Medina, Hiyaz, Península arábiga |
| 2   |                              | Ali ibn Abi Talib Abu al-Hasan              | Amir al-Mumin                                                          | 600-661 Meca, Hiyaz, Península arábiga              | Es el primer Imán de los chiitas y el legítimo sucesor de Mahoma. Para los sunitas, es el cuarto sucesor de Mahoma. A lo largo de su vida, tuvo roles importantes en el naciente Islam. Sus dichos importantes se han recogido en un libro por Sayyed Razi, el Nahj Al balaghah (La cumbre de la elocuencia)                                                                     | Martirizado en la Mezquita de Kufa, Irak, por Abd-al-Rahman Ibn Muljam, un jariyí, que intentó cortar su cabeza con una espada envenenada mientras rezaba. Enterrado en Nayaf, Irak.                                          |
| 3   |                              | Fátimah Umm Abiha                           | Sayyidat al-Nisa al-Zahra                                              | c. 605-633 Meca, Hiyaz, Península arábiga           | Mahoma, el Profeta del Islam, su progenitor, la llamó "una parte de mí". Ella también es la esposa del primer Imán de los chiitas y la madre de Los Doce Imanes. | Según la creencia general entre los chiitas, ella fue martirizada bajo los golpes de los enemigos que atacaron su casa y ella defendió a Ali contra el primero y el segundo califa sunitas. Su tumba en Medina fue destruida. |
| 4   |                              | Hasan ibn Ali Abu Muhammad                  | Al-Mūjtabā                                                             | 625-670 Medina, Hiyaz, Península arábiga            | El nieto mayor del profeta del Islam a través de su hija, Fátima az-Zahra. Hasan sucedió a su padre como califa en Kufa, pero después de un reinado de siete meses, abandonó el control de Irak después de un tratado de paz con Muawiya I | Según la creencia de los chiitas, Hasan Ibn Ali, fue envenenado por su esposa en Medina por mandato del califa Muawiya Enterrado en el camposanto de Al-Bakú- Medina.                                                         |
| 5   |                              | Husayn ibn Ali Abu Abdillah                 | Sayyid ash-Shuhada                                                     | 626-680 Medina, Hiyaz, península arábiga            | Nieto del profeta del Islam y hermano menor de Hasan Ibn Ali. Husayn rechazó la legitimidad de califa Yazid I, y cuando por las peticiones de los habitantes de Kufa, viajó a Kufa, en la tierra de Kerbala, fue martirizado por la gente de Yazid, con sus compañeros y su familia. La conmemoración del martirio de Husein Ibn Ali es un hito muy importante para los chiitas. | Asesinado y decapitado en la batalla de Kerbala Enterrado en Kerbala, Irak. |
| 6   |                              | Ali ibn al-Husayn Abu Muhammad              | Al-Sajjad Zayn al-'Abidin                                              | 658/59 – 712[Medina, Hijaz, Península arábiga       | Autor de oraciones en Al-Sahifa Al-Sajjadiyya que se conoce como El Salmo de la Casa del Profeta | Fue envenenado por orden del califa Al-Walid I en Medina. Enterrado en el camposanto de Al-Bakú- Medina. |
| 7   |                              | Muhammad al-Baqir Abu Ja'far                | Baqir al-Ulum                                                          | 677 – 732 Medina, Hijaz, Península arábiga          | Según los dichos de los chiitas y sunitas él educaba a muchos estudiantes y muchos de los hadices de los chiitas son suyos | Fue envenenado por Abdallah Ibrahim Ibn Walid ibn en Medina por orden del califa Hisham Ibn Abd al-Malik. Enterrado en el camposanto de Al-Bakú- Medina.                                                                      |
| 8   |                              | Ya'far as-Sadiq Abu Abdillah                | As-Sadiq                                                               | 702 – 765 Medina, Hijaz, Península arábiga          | Estableció la escuela Ja'fari. Él enseñó a muchos estudiosos de sectas diferentes, entre ellos Abu Hanifa y Malik ibn Anas en fiqh, Wasil Ibn Ata y Hisham Ibn Hakam en teología islámica y a Jaber Ibn Hayyan en la ciencia y la alquimia. | Fue envenenado en Medina por orden del califa Al-Mansur. Enterrado en el camposanto de Al-Bakú- Medina. |
| 9   |                              | Musa ibn Ya'far Abu al-Hasan                | Al-Kazim                                                               | 744 – 799 Medina, Hiyaz, Península arábiga          | Después de la muerte del Imán anterior, Ya'far as-Sadiq, llegó a ser líder de la comunidad chiita, durante el cisma ismailí y de otras ramas. Estableció la red de delegados que recogieron los Jums en la comunidad chií de Oriente Medio y el Jorasán. | Fue envenenado en Bagdad, Irak por orden del califa Harún al-Rashid. Enterrado en el santuario Kazimayn, Bagdad, Irak. |
| 10  |                              | Ali ibn Musa Abu al-Hasan II                | Ar-Rida                                                                | 765 – 817 Medina, Hiyaz, Península arábiga          | De Jorasán, hecho príncipe heredero por el califa Al-Mamun; era conocido por sus discusiones y debates con musulmanes y eruditos religiosos de otras religiones. | Fue envenenado en Mashhad, Irán, por orden del califa Al-Mamun. Enterrado en el santuario del Imam Reza, Mashad, Irán. |
| 11  |                              | Muhammad al-Taqi Abu Yaafar                 | Al-Taqi al-Jawad                                                       | 809 u 810 – 835 Medina, Hijaz, Península arábiga    | Conocido por su generosidad y piedad en medio de la persecución por el califato abasí y los debates con los científicos religiosos. | Fue envenenado por su esposa, la hija del califa Al-Mamun, en Bagdad, Irak por orden del califa Al-Mutasim. Enterrado en el santuario Kazmain, Bagdad, Irak.                                                                  |
| 12  |                              | Ali al-Hadi Abu al-Hasan III                | Al-Hadi Al-materia                                                     | 828 – 868 Surayya, un pueblo cerca de Medina, Hiyaz | Estableció la red de delegados que recogieron los Jums en la comunidad chiita y enseñó ciencias religiosas. | Fue envenenado en Samarra, Irak, por orden del califa Al-Mu'tazz. Enterrado en Samarra, Irak. |
| 13  |                              | Hasan al-Askari Abu Muhammad                | Al-Askari                                                              | 845/6 - 874 Medina, Hiyaz, península arábiga        | Después de la muerte del padre de Hasan al-Askari, el califa abasí Al-Mu'tamid le impuso restricciones durante toda su vida. Durante este tiempo, la represión de las comunidades chiitas fue muy importante debido a su crecimiento en tamaño y poder. | Fue envenenado por orden del califa Al-Mu'tamid en Samarra, Irak. Enterrado en Samarra, Irak. |
| 14  |                              | Muhammad ibn Hasan Abu al-Qasim             | Mahdi Imán Oculto Huyyat Sahib al-Zaman Sahibu'l-Amr Qaim Baqiyyat Alá | 868 – desconocido Samarra, Irak                     | Según la doctrina Duodecimana, está vivo y volverá con Jesucristo al Final de los Tiempos. Se restablecerá el gobierno legítimo del Islam, llenará la tierra con la justicia y la paz bajo su gobierno mundial. | Según la doctrina chií, ha estado viviendo en la ocultación desde 874, y seguirá viviendo así hasta que Dios quiera. |